# خاشع الراوي
الشّريف خاشع بن محسن بن محمد الحسيني الراوي (1914 - 1974) شاعر عراقي. ولد في مدينة راوة بمحافظة الأنبار غربي العراق وإليها تنسب الأسرة آل الراوي، ودرس فيها على كبار علمائها وشيوخ الطريقة الرفاعية. أنهى تعليمه الابتدائي في مدينة راوة، ثم انتقل إلى بغداد. عين موظفًا في عدة وظائف حكومية آخرها في وزارة الثقافة والإعلام. أحيل إلى التقاعد عام 1970. توفي في الكويت ودفن في بغداد. تميز في شعره باتجاه وطني وقومي وأصدر أول ديوانه في 1965 بعنوان مع النفس. 

## سيرته
هو خاشع بن محسن بن محمد بن عبد الله الحسيني الراوي، ولد في مدينة راوة بمحافظة الأنبار غربي العراق ودرس العلوم الدينية والعربية والتصوف على كبار مشايخ العراق وعلمائها، منهم عمه إبراهيم الراوي، ويوسف آل عطاء مفتي العراق، ومحمود درويش الآلوسي، ونال من كل من هؤلاء الأعلام إجازة علمية رفيعة.

ثم انتقل إلى بغداد. عين موظفًا في عدة وظائف حكومية آخرها في وزارة الثقافة والإعلام - أحيل إلى التقاعد عام 1970. استشهد له ولد طيار في أحداث الشمال عام 1962، فترك موته جرحًا عميقًا فيه. 

توفي في الكويت سنة 1974 م/ 1394 هـ، ودفن في بغداد.

## شعره
شعره كثير جيّد مثبوت في صحفات المجلّات والجرائد العراقية منها: الأقلام - الزمان - اليقظة - الشرق - الأيام - الجمهورية، ولم يُعن بجمعه في ديوان إلا في 1965 وأصدر أول ديوانه بعنوان مع النفس. قال عنه عبد العزيز سعود البابطين في معجمه «تتعدد منابع شعره ما بين الوطنية والقومية والإسلامية، ويبقى الطابع الخلقي إطاراً يجمع بينها ويقرّب أسلوبه، أما شعره الاعترافي فإنه المعبر عن آلامه وضعفه الإنساني ومخاوفه، وهو الذي يرتفع بمستوى أدائه إلى أعلى الممكن له، ويبقى شعره الساخر دليلاً على إرادة الحياة والاستعلاء على آلامها، أو الرغبة الدفينة في تخطي عثرات العمر والاستمرار.» من شعره لست أدري:

## وصلات خارجية
- في معجم البابطين